# Blind Willie Johnson
Blind Willie Johnson (* 22. Januar 1897 bei Brenham, Texas; † 18. September 1945 in Beaumont, Texas) war ein US-amerikanischer Sänger und Gitarrist, dessen Werk sowohl im Blues als auch im Spiritual wurzelte. Während seine Texte ausnahmslos religiösen Inhalts waren, leiteten sich seine musikalischen Ausdrucksformen aus beiden traditionellen Quellen ab.

## Leben

### Kindheit und Jugend
Nach einer später entdeckten Sterbeurkunde wurde Johnson 1897 in der Nähe von Brenham in Texas geboren. Vorher waren andere Geburtsorte (Waco, Temple) und auch ein späteres Geburtsdatum (um 1902) genannt worden. Seine Kindheit verbrachte er größtenteils in Marlin. Johnsons Mutter starb, als er noch ein kleines Kind war; sein Vater, George Johnson, heiratete danach erneut. Er war nicht von Geburt an blind. Als er ungefähr sieben Jahre alt war, schüttete ihm seine Stiefmutter infolge eines Wutanfalls Lauge in die Augen. Als Johnson älter wurde, begann er auf der Straße Gitarre zu spielen, um sich Geld zu verdienen. Schon damals verwendete er die Slide-Technik, jedoch nicht mit einem abgebrochenen Flaschenhals, sondern mit einer Zange und einem „Slide“ genannten steel ring. Johnson hatte aber eigentlich nicht vor, Blues-Musiker zu sein, der bibelfeste junge Mann wollte lieber Gospel singen.

### Karriere

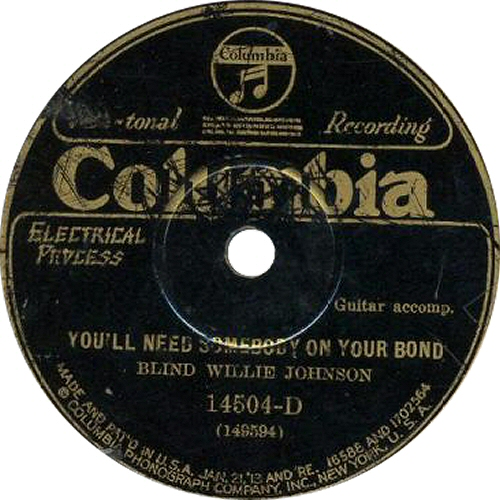
You’ll Need Somebody on Your Bond, 1929

1927 lernte er seine erste Frau Willie B. Harris kennen, zusammen mit ihr begann er um Dallas und Waco herum aufzutreten. Sie inspirierte ihn, alte Lieder des 19. Jahrhunderts mit in sein Repertoire aufzunehmen, unter anderem Keep Your Lamp Trimmed and Burning und Praise God I’m Satisfied. Später war Johnson mit einer Frau namens Angeline verheiratet. Bis heute ist keine Heiratsurkunde oder dergleichen gefunden worden, die belegt, ob bzw. in welchen Zeiträumen Johnson verheiratet war. Es wird angenommen, dass er mit Willie B. Harris von 1926 (oder 1927) bis 1932 (oder 1933) verheiratet war. Seine zweite Frau Angeline Johnson überlebte ihn und arbeitete als Krankenschwester, nach anderer Quelle als Kindergärtnerin und Hebamme.
Am 3. Dezember 1927 nahm er in den Studios der Columbia Records seine ersten sechs Stücke auf, darunter sein wohl bekanntestes Dark Was the Night, Cold Was the Ground. Ein Jahr später hielt er mit seiner Frau erneut eine Aufnahme-Session ab; 1929 reisten die beiden mit dem blinden Straßensänger Elder Dave Ross aus New Orleans nach New Orleans, wo Johnson für Columbia zehn Songs aufnahm, darunter das Gospel-Stück Let Your Light Shine on Me. Außerdem spielte er nur noch einmal Lieder ein, im April 1930. Wieder dabei war seine Frau Willie. Dies war das letzte Mal für Johnson, dass er Platten aufnahm. Fortan trat er auf der Straße auf, um sich seinen Lebensunterhalt zu verdienen. Zu dieser Zeit hatte er sich mit seiner Familie im texanischen Beaumont fest angesiedelt.
1945 brannte sein Haus nieder. Da Johnson jedoch sehr arm war, blieb ihm nichts anderes übrig, als weiterhin in der Ruine, deren Matratzen vom Löschwasser durchnässt waren, zu leben. Blind Willie Johnson verstarb eine Woche später an einer Lungenentzündung.
Johnsons Dark Was the Night, Cold Was the Ground ist auf der goldenen Schallplatte Voyager Golden Record enthalten, die sich an Bord der beiden interstellaren Raumsonden Voyager 1 und Voyager 2 befindet. Ebenso in der legendären Wire-Liste The Wire’s „100 Records That Set the World on Fire (While No One Was Listening)“. 2016 erschien auf Alligator Records das Tributealbum God Don’t Never Change: The Songs of Blind Willie Johnson, auf dem elf von Johnsons Songs unter anderem von Tom Waits, Lucinda Williams sowie Derek Trucks & Susan Tedeschi interpretiert werden.

## Rezeption
Larkin Poe coverten Johnsons Song God moves on the water (1929) auf ihrem Album Self Made Man (2020).

## Diskografie
| Columbia Records |                                                                                 |
| 1927             | I Know His Blood Can Make Me Whole / Jesus Make up My Dying Bed                 |
| 1927             | Dark Was the Night – Cold Was the Ground / It’s Nobody’s Fault But Mine         |
| 1927             | Mother’s Children Have a Hard Time / If I Had My Way I’d Tear the Building Down |
| 1928             | I’m Gonna Run to the City of Refuge / Jesus Is Coming Soon                      |
| 1928             | Lord I Just Can’t Keep From Crying / Keep Your Lamp Trimmed and Burning         |
| 1929             | Let Your Light Shine on Me / God Don’t Never Change                             |
| 1929             | Bye and Bye I’m Goin’ to See the King / You’ll Need Somebody on Your Bond       |
| 1929             | Take Your Burden to the Lord and Leave It There / God Moves on the Water        |
| 1930             | John the Relevator / You’re Gonna Need Somebody on Your Bond                    |
| 1930             | The Rain Don’t Fall on Me / Trouble Will Soon Be Over                           |
| 1930             | When the War Was On / Praise God I’m Satisfied                                  |
| 1930             | Can’t Nobody Hide From God / If It Had Not Been for Jesus                       |
| 1930             | The Soul of a Man / Church, I’m Fully Saved To-Day                              |
| 1930             | Go With Me to That Land / Everybody Ought to Treat a Stranger Right             |
| 1930             | Sweeter as the Years Roll By / Take Your Stand                                  |